# Vella Lovell
Vella Lovell es una actriz estadounidense, conocida por interpretar a Heather en la serie de drama-comedia de CW Crazy Ex-Girlfriend y Khadija en la película The Big Sick.

## Carrera
Lovell se graduó en Juilliard, Ciudad de Nueva York.
Lovell interpretó roles menores en las series Girls y Younger antes de unirse al reparto de Crazy Ex-Girlfriend en 2015. En 2017, tuvo un rol secundario en la comedia romántica The Big Sick.

## Antecedentes
Lovell a menudo ha sido identificada erróneamente como étnicamente surasiática, cuando en realidad ella es de ascendencia mixta blanca y negra.